# Moaholz
Moaholz, auch Australisches Teakholz, Edelteak oder Native-Teak, ist ein sehr hartes wetterbeständiges, ockergelbes Holz von Flindersia australis aus Australien, sowie auch von Madhuca longifolia aus Asien.
Das Holz ist etwas ungenau benannt nach dem Moa, einem ausgestorbenen Laufvogel, der früher in Neuseeland lebte.
Das Holz ist recht ölig, aber weniger als das Talgholz von Eucalyptus microcorys.